# Площа Петра Прерадовича
Площа Петра Прерадовича (хорв. Trg Petra Preradovića), відома в народі як Квіткова площа (хорв. Cvjetni trg) — площа в самому центрі столиці Хорватії Загреба, приблизно за 200 метрів на південний захід від центрального майдану міста — площі бана Єлачича. Названа на честь подвижника хорватського відродження Петра Прерадовича. Друга, неофіційна назва площі походить від квіткових кіосків, якими традиційно славиться майдан.
Нині це пішохідна зона. Є лавки, кілька дерев, кав'ярні з терасами. Це улюблене місце зустрічей. Майдан особливо відомий різними сходками та ятками, які тут поставили різні НУО (громадські об'єднання, релігійні організації тощо), розповсюдженням листівок та іншими формами просування, невеликими масовими заходами, акціями і т. ін. Тут також організовуються комерційні промоакції.
Площа створена шляхом знесення кварталу будівель, які стояли там у 1897 році, і тоді ж дістала свою назву, яку відновила в сьогоднішній Хорватії, оскільки за часів соціалістичної Югославії її називали «Площа братерства і єдності» (хорв. Trg bratstva i jedinstva).

## Архітектура
На північній стороні площі знаходиться найважливіший храм сербської православної громади Хорватії з ХІХ століття — Собор Преображення Господнього. Саме навколо нього 1897 року було знесено кілька будівель, щоб розчистити місце для цієї площі. У північно-східному куті площі за кресленнями Йосипа Ванцаша було споруджено палац Першого хорватського ощадного банку (хорв. Palača Prve hrvatske štedionice). Архітектурній фірмі «Hönigsberg & Deutsch» було доручено збудувати палац Фаркаша (хорв. Palača Farkaš) у південно-західному кутку площі. Південний кінець площі позначений палацом Йосипа Зібеншайна, побудованим у 1873—1874 роках, а на західному краю знаходиться найстаріший будинок площі під назвою «Граніц», зведений 1886 року за проєктом Германа Болле для відомого книговидавця Ігнята Граніца.
Остаточного вигляду майдан набув у 1930-х рр., а 1954 року на ньому встановлено пам'ятник Петрові Прерадовичу. 2007 року на площі відкрито торговельний центр «Centar Cvjetni», заради чого, незважаючи на протести, знесли два старі будинки.